# 小笠原大晃
小笠原 大晃（おがさわら ひろあき、1982年11月9日 - ）は、日本の俳優。静岡県清水市（現静岡市）出身。身長186cm。血液型A型。
かつてヒロックスエンターテインメントに所属していた。男子二児の父。
2020年離婚後、2021再婚。
現在の妻との間に第1子女児が誕生。
KINGSKARATE ENTERTAINMENT代表を務める。
株式会社OTTの代表取締役
YouTube「小笠原姉弟ch」で実の姉と共に伝統空手の知識や稽古内容、エンタメを配信している。
tiktok「オガハニーOGA&HONEY」で活動中。
趣味は空手・スキューバーダイビング・車・アンティーク・炊事・洗濯。

## 略歴
- 2歳から空手を始め、小学生で第8回日本空手道泊親会選手権大会優勝、中学生で第5回全国道場選抜空手道大会優勝、御殿場西高等学校時代には高校総体、全国選抜ともに個人・団体組手優勝と、小中高すべてで日本一という輝かしい功績を残す。現在も続けており、全日本空手道連盟公認段位3段を所有。
- 2001年、第14回「ジュノン・スーパーボーイ・コンテスト」準グランプリ受賞（グランプリは小池徹平）。バラエティ『熱血!サンタマリア』で芸能界デビュー。
- 2002年末から約2年間、空手で出身地の静岡県で行われた「NEW!!わかふじ国体」に重量級選手として出場するために芸能活動を休止。監督は実の父親だった。
- 国体終了後に芸能活動を再開し、『マッスルミュージカル』などに出演。
- バラエティ『あいのり』に2007年4月9日放送分から旅するメンバーとして出演。愛称は「オガ」。その後、リタイアした。

## 主な出演作品

### テレビ
- 熱血!サンタマリア（2001年、フジテレビ）
- 愛なんていらねえよ、夏（2002年、TBS）
- CAとお呼びっ!（2006年、日本テレビ） - 第1話ゲスト
- あいのり（2007年、フジテレビ）
- 踊る!さんま御殿!!（2009年、日本テレビ）
- 熱血!ホンキ応援団（2009年11月 - 2010年2月、テレビ朝日） - レギュラー
- ドスペ2 私をドライブに連れてって!（2009年12月、テレビ朝日）
- スポーツパラダイス（2011年2月、静岡朝日テレビ）

### 舞台
- 芝増上寺『信長』
- お笑い新宿スタジオアルタライブ - MCアシスタント
- マッスルミュージカル（2005年冬、2006年春）
- 神戸コレクション2007 - メンズゲスト
- ミュージカル・テニスの王子様 - 4代目 河村隆 役
  - The Progressive Match 比嘉 feat.立海（2007年12月 - 2008年2月）
  - Dream Live 5th（2008年5月）
- Be With プロデュース
  - VOL.2　灰とダイヤモンド（2008年4月23日 - 27日）
  - VOL.3 THE LONG KISS★GOOD NIGHT （2008年6月19日 - 22日）
- avex 20th Anniversary〜 「ココロノカケラ」（2008年9月15日 - 29日、青山劇場）
- TUFF STUFF　プロデュース　「火男の火」（2008年12月20日 - 22日、シアターアプル）
- メモリーズ4（2009年4月1日 - 12日、at シアターサンモール）
- とき語り　源氏物語（2009年4月28日 - 5月1日）
- abc青山ボーイズキャバレー（2009年10月12日 - 25日、青山円形劇場）
- FROG-新撰組寄留記-（2010年7月1日 - 4日） - 沖田総司　役
- ストラルドブラグ-魔神邂逅-（2010年10月13日 - 17日、シアターサンモール）
- マクベス（2010年12月22日 - 25日、新国立劇場）
- ヴェニスの商人（2011年9月8日 - 11日、新国立劇場）
- 甘い恋のジャム（2011年10月14日 - 23日）
- 土曜日の音楽室（2012年1月21日・22日）

### Vシネマ
- 喧嘩の極意 シリーズ（2008年11月 - 2010年2月、監獄：OZAWA） - 主演・ハルウララ(春麗) 役
  - 喧嘩の極意1（2008年11月）
  - 喧嘩の極意2（2009年1月）
  - 喧嘩の極意3（2009年4月）
  - 喧嘩の極意4（2009年7月）
  - 喧嘩の極意5（2009年12月）
  - 喧嘩の極意6（2010年2月）
- 悪(ワル)と呼ばれた男（2011年） - ヒットマン(黒姫一家相沢組組員) 役

### ラジオ
- FM香川 JOY-U CLUB（2008年1月10日） - ゲスト
- FM AICHI ハートフルスタイル（2008年1月18日） - ゲスト
- FM石川 Natty Times（2008年1月24日） - ゲスト
- FM九州 CATEGORY T.T（2008年1月29日） - ゲスト
- FM岩手 MAX WAVESCAPE（2008年2月6日） - ゲスト
- ラヂオもりおか ACTIVE FOLDER（2008年2月7日） - ゲスト